# Szegfű, liliom, liliom, rózsa
A Szegfű, liliom, liliom, rózsa (Carnation, Lily, Lily, Rose) John Singer Sargent festménye, amely a Tate gyűjteményének része.

## Keletkezése
Sargent 1885-ben kezdte festeni a képet, kevéssel azután, hogy Párizsból Nagy-Britanniába költözött. A művész karrierje válságban volt, ugyanis Párizsban komoly botrányt okozott Madame X című festményével. Az is felmerült benne, hogy új, zenei vagy üzleti karrierbe kezd.
Az inspirációt egy csónaktúrán szerezte 1885 szeptemberben, amikor Edwin Austin Abbey amerikai képzőművésszel hajózott a Temzén Pangbourne-nál. Sargent ekkor látott kínai lámpásokat világítani liliomok és parti fák között.
A festést Francis Davis Millet amerikai festő broadwayi (Worcestershire) otthonában kezdte meg. Első modellje a házigazda ötéves lánya, Katharine volt, de hamarosan Polly és Dorothy Barnard, az angol illusztrátor, Frederick Barnard gyerekei vették át a helyét, mivel hajszínük pontosan olyan volt, mint amilyet Sargent keresett.
A kép egyike annak a kevés, embert ábrázoló képnek, amelyet a művész szabad térben, nem műteremben készített. Az alkotás folyamata 1885 szeptember–novemberben kezdődött a Russel-ház kertjében. Amikor beköszöntött az ősz, és a virágok elhervadtak, Sargent művirágokkal helyettesítette őket. A képet a tél folyamán Millet csűrjében tárolta. A művész a következő év nyarán folytatta a festést, a kép végül 1886 októberében készült el.
„Heteken át mindennap, éppen napnyugta előtt, Sargent letette a teniszütőjét, összegyűjtötte vásznait, festékeit és ifjú modelljeit, és a kert felé vette az irányt. A tökéletes fény rövid időszakában, két és húsz perc között, dolgozott, hogy megragadja a a késő délután csodálatos átváltozását estévé. Amikor a nap lement, Sargent és barátai bevitték a rendkívüli méretű vásznat nyugalmi helyére, hogy ott várja a következő szürkületet” – írta Deborah Davis Strapless (szabad fordításban Pánt nélkül) című életrajzi könyvében.
A kép címe Joseph Mazzinghi angol zeneszerző egyik, az 1880-as években népszerű dalából származik, amelyet Sargent és társasága gyakran énekelt a broadwayi ház zongorája mellett. A festmény megihlette Meilyr Jones zeneszerzőt, aki 2017-ben adta elő először Carnation, Lily, Lily, Rose című szerzeményét. Jones azt mondta, hogy először egy képeslapon látta a festményt sógornője otthonában, és „minél tovább nézte, annál jobban szerette”. A darabot itt lehet meghallgatni (0:55-től).